# Jusuf Hamida
Jusuf Hamida, znany także jako Youssif Ibrahim Badea Hemida (arab.  يوسف محمد بديع حميده; ur. 13 września 1997) – amerykański, a od 2019 roku egipski zapaśnik walczący w stylu wolnym. Zajął ósme miejsce na mistrzostwach świata w 2021 roku. 
Wygrał igrzyska afrykańskie w 2023. Mistrz Afryki w 2022 i 2024. Brązowy medalista igrzysk śródziemnomorskich w 2022. Drugi na MŚ U-23 w 2018 roku.